# Восков, Семён Петрович
Семён Петро́вич Восков (настоящее имя Самуи́л; 1889, село Жлобино, Кременчугский уезд, Полтавская губерния, Российская империя — 14 марта 1920, Таганрог) — российский революционер, деятель партии большевиков и Советского государства, участник Гражданской войны.

## Биография
Родился в многодетной еврейской семье, рано стал зарабатывать на хлеб своим трудом, получив (да и то с трудом) лишь начальное образование.
По профессии столяр, мальчиком вошёл в социал-демократическую организацию и оказывал ей различные услуги, работал в нелегальной типографии в Одессе, был арестован в Екатеринославе.
В 1905 году революционное выступление заключённых освободило Воскова из тюрьмы, и он сразу эмигрировал в Австрию, где занялся организацией еврейских рабочих-столяров. Потерпел неудачу в своей попытке. Жил в Австрии с 1905 по 1907 год.
В январе 1907 года уехал в Америку, в Нью-Йорк, где принимал участие в жизни русской социал-демократии и в Федерации труда, работал над созданием газеты «Новый Мир», входил в редакционную коллегию газеты. Работал организатором профсоюза столяров, в 1916 году руководил стачкой столяров. Жил в США с 1907 по март 1917 года.
Приехал в Петроград в марте 1917 года, вскоре вступил в РСДРП. По заданию партии поступил на Сестрорецкий оружейный завод, где вёл работу по подготовке к вооружённому восстанию. Стал председателем заводского комитета.
В марте 1918 года назначен комиссаром продовольствия Союза коммун Северной области.
С ноября 1918 и до конца жизни — на фронтах Гражданской войны.
В январе — феврале 1918 года, когда начала формироваться Красная Армия, сестрорецкий отряд красногвардейцев во главе с Восковым нёс охрану на форте Ино в Финляндии.
В январе 1920 года 9-я стрелковая дивизия под командованием Петра Солодухина, в которой Восков был комиссаром, отбила Таганрог у деникинцев. Умер 14 марта 1920 года в Таганроге от сыпного тифа. Его останки были отправлены в Петроград и там были преданы земле на Марсовом поле, рядом с захоронением В. Володарского.

## Семья
Жена — Станислава Тышкевич.
Дочь — Сильвия Самуиловна Воскова (1920—1944) — радистка, погибла при заброске в немецкий тыл.
Сын — Даниил Семёнович Восков (1910—1985) — гвардии капитан, в годы войны — заместитель командира по политической части авиаэскадрильи, позднее — заместитель директора завода «Электропульт».

## Адреса
С 1918 по 1920 — Каменностровский пр., д. 26-28, кв. 44.

Надгробие Володарского и Воскова

## Память
Именем Семёна (Самуила) Воскова был назван Сестрорецкий оружейный завод (в 1922 году), улица в Сестрорецке, улица в Петроградском районе Санкт-Петербурга, улица в историческом районе Сергиево, а также в Таганроге (в 1965 году).
Имя Воскова носил 33-й стрелковый полк 11-й Петроградской стрелковой дивизии.
Именем Самуила Воскова названа одна из улиц Октябрьского района города Новосибирск.